# Deutsche Botschaft beim Heiligen Stuhl
Die Deutsche Botschaft beim Heiligen Stuhl ist die diplomatische Vertretung der Bundesrepublik Deutschland beim Heiligen Stuhl. Der Leiter ist gleichzeitig als Botschafter beim Souveränen Malteserorden akkreditiert.

## Lage und Gebäude
Die Kanzlei der Botschaft liegt unweit der Nordspitze der Villa Borghese 5 km nordöstlich der Vatikanstadt. Die Straßenadresse lautet: Via di Villa Sacchetti 4–6, 00197 Rom.
Anders als die meisten Botschaften beim Heiligen Stuhl befindet sich die Deutsche Vertretung nicht in einem typischen römischen Palazzo, sondern in einem modernen Gebäudeensemble. Dieses wurde in den Jahren 1980 bis 1984 von dem Münchner Architekten Alexander von Branca errichtet. Es handelt sich um eine zweigeschossige Kanzlei und eine dreigeschossige Residenz des Botschafters. Die rotbraunen Ziegelbauten werden durch einen Zinnenkranz und Balustraden aufgelockert. Als Kunst am Bau dienen Deckenmalereien von Peter Schubert und Hann Trier.

## Auftrag und Organisation
Die Botschaft beim Heiligen Stuhl hat den Auftrag, die Beziehungen zur Katholischen Kirche und zum Vatikanstaat zu pflegen, die deutschen Interessen zu vertreten und über Entwicklungen im Heiligen Stuhl zu unterrichten.
In der Botschaft bestehen die Arbeitsbereiche Politik, Kultur, Presse und Kirche.

## Besonderheiten der diplomatischen Beziehungen
Objekt der Beziehungen ist nicht der Staat Vatikanstadt, sondern der Heilige Stuhl als Oberhaupt der katholischen Weltkirche. Dieser ist als Völkerrechtssubjekt eine „nichtstaatliche souveräne Macht“, da er nicht nur die Interessen des Vatikanstaats, sondern der ganzen römisch-katholischen Kirche vertritt.
Eine Besonderheit der Botschaft beim Heiligen Stuhl ist der Dienstposten eines beratenden Geistlichen Botschaftsrats (früher als „geistlicher Konsultor“ bezeichnet). Dieser berät den Botschafter in kirchlichen Angelegenheiten, pflegt enge Beziehungen zur Kurie und wird auf Vorschlag der deutschen Bischofskonferenz entsandt.
Zu dem Souveränen Malteserorden, ebenfalls einem nichtstaatlichen Völkerrechtssubjekt, unterhielt Deutschland lange nur „offizielle“ Beziehungen. Im November 2017 nahmen Deutschland und der Malteserorden volle diplomatische Beziehungen auf, deren Pflege dem Botschafter beim Heiligen Stuhl auf dem Weg der Nebenakkreditierung obliegt.

## Geschichte
Die ersten ständigen diplomatischen Vertretungen deutscher Staaten gab es Anfang des 16. Jahrhunderts. Der Kaiser hatte bis 1806 einen Botschafter beim Heiligen Stuhl akkreditiert. Bayern war seit Beginn des 17. Jahrhunderts, Preußen seit 1747 im Kirchenstaat vertreten. Wiederholt waren bedeutende Gelehrte preußische Gesandte, darunter Wilhelm von Humboldt, Barthold Niebuhr und Christian von Bunsen. Die preußische Gesandtschaft war maßgeblich an der Gründung des Deutschen Archäologischen Instituts im Jahre 1829 beteiligt, das seinen Sitz zunächst auch in der Gesandtschaft auf dem Kapitol im Palazzo Caffarelli hatte.
Nach der deutschen Reichsgründung 1871 wurde der Kurienkardinal Gustav Adolf zu Hohenlohe-Schillingsfürst für das Amt des kaiserlichen Gesandten beim Heiligen Stuhl benannt. Pius IX. verweigerte ihm jedoch wegen seiner Haltung während des Ersten Vatikanischen Konzils die Akkreditierung, was zu ernsten diplomatischen Verstimmungen führte (Bismarck im Reichstag am 14. Mai 1872: „Nach Canossa gehen wir nicht“). Die Stelle eines Reichsgesandten wurde 1874 aufgehoben, die Einzelvertretungen der Gliedstaaten bestanden weiter.
Während des Ersten Weltkriegs verließen die Preußische Gesandtschaft und der bayerische Gesandte Rom. Sie blieben bis Anfang 1919 im schweizerischen Lugano. Am 1. Mai 1920 wurden die preußische Gesandtschaft zu einer Botschaft des Deutschen Reichs umgewandelt und die Beziehungen Preußens mit dem Heiligen Stuhl beendet. Der Sitz der Botschaft befand sich außerhalb der Mauern des Vatikans, in der Villa Bonaparte, Via Piave Nr. 23 in Rom. Zeitgleich wurde in Berlin eine Nuntiatur eröffnet.
Als 1934 die Länder durch das NS-Regime aufgelöst wurden, wurde auch die bayerische Vertretung beim Heiligen Stuhl geschlossen und die Doppelakkreditierung des deutschen Botschafters als preußischer Gesandter beendet. Nach dem Einmarsch der Alliierten in Rom im Juni 1944 zogen Botschafter Ernst Freiherr von Weizsäcker mit Ehefrau, Legationsrat Albrecht von Kessel sowie der Legationssekretär Sigismund von Braun mit seiner Familie in den neutralen Vatikan, wo sie zum Teil jahrelange Aufnahme fanden (Mutter und Kinder der Familie von Braun reisten erst 1949 zurück nach Deutschland). Weitere Mitarbeiter der Botschaft wurden in Taormina interniert.
Die diplomatischen Beziehungen zwischen der Bundesrepublik Deutschland und dem Heiligen Stuhl wurden 1954 aufgenommen, die Botschaft wurde am 1. Juni 1954 eröffnet.

## Botschafter
Der Botschafterposten ist einer der höchstdotierten (Besoldungsgruppe 9 der Besoldungsordnung B) und damit denen an den deutschen Botschaften in Washington, Paris, London und Moskau gleichgestellt. Die Besetzung des Botschafters beim Heiligen Stuhl wich gelegentlich von der in Deutschland geübten Praxis ab, dass in der Regel keine früheren Politiker zu Botschaftern ernannt werden. Beispiele hierfür sind der vorherige Bundestagspräsident Philipp Jenninger und die vorherige Ministerin Annette Schavan, die beide Botschafter beim Heiligen Stuhl wurden. Es gab sowohl katholische als auch evangelische deutsche Botschafter am Heiligen Stuhl.

## Liste der preußischen Gesandten und deutschen Botschafter beim Heiligen Stuhl
| Königreich Preußen                                  | Königreich Preußen | Königreich Preußen | Königreich Preußen |
| --------------------------------------------------- | ------------------ | ------------------ | ------------------ |
| Barthold Georg Niebuhr                              |                    | 1816–1823          |                    |
| Christian Karl Josias von Bunsen                    |                    | 1823–1838          |                    |
| Ludwig August von Buch                              |                    | 1838–1845          |                    |
| Guido von Usedom                                    |                    | 1846–1853          |                    |
| Hermann von Thile                                   |                    | 1854–1858          |                    |
| Karl Friedrich von Canitz und Dallwitz              |                    | 1859–1862          |                    |
| Friedrich Adolf von Willisen                        |                    | 1862–1864          |                    |
| Harry von Arnim                                     |                    | 1864–1872          |                    |
| vakant                                              |                    | 1872–1882          |                    |
| Kurd von Schlözer                                   |                    | 1882–1892          |                    |
| Otto von Bülow                                      |                    | 1892–1897          |                    |
| Wolfram von Rotenhan                                |                    | 1897–1906          |                    |
| Otto von Mühlberg                                   |                    | 1907–1919          |                    |
| Diego von Bergen                                    |                    | 1919–1920          |                    |
| / Deutsches Reich                                   |                    |                    |                    |
| Diego von Bergen                                    |                    | 1920–1943          | evangelisch        |
| Ernst von Weizsäcker                                |                    | 1943–1945          | evangelisch        |
| BR Deutschland                                      |                    |                    |                    |
| Wolfgang Jaenicke                                   |                    | 1954–1957          | evangelisch        |
| Rudolf Graf Strachwitz                              |                    | 1957–1961          | römisch-katholisch |
| Hilger van Scherpenberg                             |                    | 1961–1964          | evangelisch        |
| Josef Jansen                                        |                    | 1964–1966          | römisch-katholisch |
| Dieter Sattler                                      |                    | 1966–1968          | römisch-katholisch |
| Hans Wolf Jaeschke Geschäftsträger (interimistisch) |                    | 1968–1969          |                    |
| Hans Berger                                         |                    | 1969–1971          | römisch-katholisch |
| Alexander Böker                                     |                    | 1971–1977          | evangelisch        |
| Walter Gehlhoff                                     |                    | 1977–1984          | evangelisch        |
| Peter Hermes                                        |                    | 1984–1987          | römisch-katholisch |
| Paul Verbeek                                        |                    | 1987–1990          | römisch-katholisch |
| Hans-Joachim Hallier                                |                    | 1991–1995          | römisch-katholisch |
| Philipp Jenninger                                   |                    | 1995–1997          | römisch-katholisch |
| Jürgen Oesterhelt                                   |                    | 1997–2000          | evangelisch        |
| Theodor Wallau                                      |                    | 2000–2002          | römisch-katholisch |
| Gerd Westdickenberg                                 |                    | 2002–2006          | römisch-katholisch |
| Hans-Henning Horstmann                              |                    | 2006–2010          | evangelisch        |
| Walter Jürgen Schmid                                |                    | 2010–2011          | evangelisch        |
| Reinhard Schweppe                                   |                    | 2011–2014          | evangelisch        |
| Annette Schavan                                     |                    | 2014–2018          | römisch-katholisch |
| Michael Koch                                        |                    | 2018–2021          | römisch-katholisch |
| Bernhard Kotsch                                     |                    | seit 2021          | römisch-katholisch |